# Феттинг, Эдмунд
Эдмунд Анджей Феттинг (пол. Edmund Andrzej Fetting; 1927—2001) — польский актёр театра и кино, певец. Играл в спектаклях Ежи Антчака.

## Биография
Родился 10 ноября 1927 года.
В 1947—1948 годах выступал со своим джазовым ансамблем «Марабу». В 1949 году прервал обучение в Варшавской школе актёрского мастерства и начал театральную карьеру. Его дебют состоялся 3 ноября 1949 года на сцене Театра Опольской Земли в Ополе, где он проработал до 1952 года.

В дальнейшем Эдмунд Феттинг играл в театрах им. Богуславского в Калише (1952—1953), им. Ярача в Лодзи (1953—1956), Новом в Лодзи (1956—1957), Выбжеже в Гданьске (1957—1960), также в театрах варшавских — Драматическом (1960—1966), «Атенеум» (1966—1974), «Повшехны» (1974—1982), «На Воли» (1982—1986) и Новом (1987—1988).
Кинокарьеру начал в 1953 году.

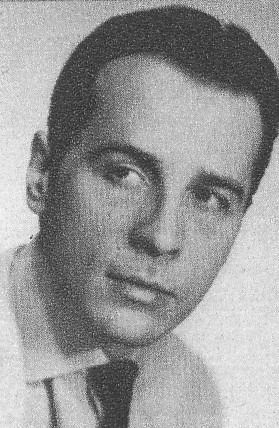
Эдмунд Анджей Феттинг

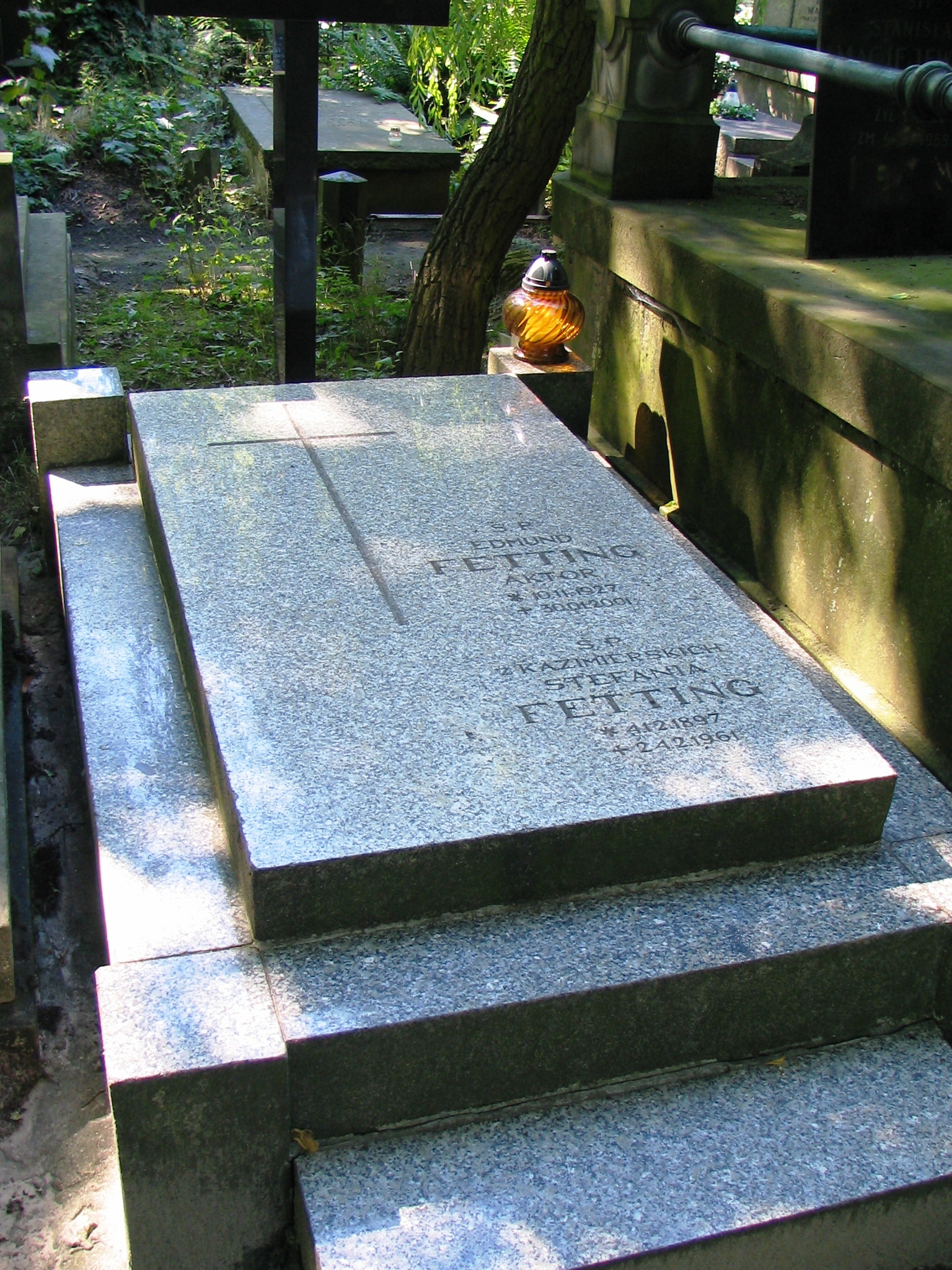
Могила Феттинга на кладбище Повонзки в Варшаве

Эдмунд Феттинг скончался в Варшаве 30 января 2001 года, похоронен на Повонзках.

## Фильмография
- 1956 — Никодем Дызма (Необыкновенная карьера) — гость на балу
- 1958 — Вольный город — немецкий фотограф
- 1959 — Место на земле — похититель катера
- 1961 — День поминовения — Михал
- 1961 — Самсон — Зигмунт, гость Люцины
- 1963 — Далека дорога — офицер
- 1963 — Девушка из банка (Преступник и девушка) — Каплинский, поручик милиции
- 1964 — Жизнь ещё раз — редактор Ридж
- 1965 — Пепел — австрийский чиновник
- 1965 — Рукопись, найденная в Сарагосе — Агулляр
- 1965 — Слово имеет прокурор — Анджей Табор
- 1966 — Ленин в Польше (СССР / ПНР) — Якуб Ганецкий
- 1966 — Катастрофа — Ровицкий
- 1967 — Красивые были похороны, люди плакали — Эдвард Войтасик
- 1968 — Ставка больше, чем жизнь (телесериал) — Христопулис
- 1969 — Последний свидетель — Клаус Гольц
- 1969 — Звуковой барьер — репортёр
- 1969 — Олимпийский факел — шеф гестапо в Закопане
- 1970 — Локис — пастор Виттембах
- 1970 — В погоне за Адамом — кинокритик Бювен
- 1971 — Доктор Эва (телесериал) — директор клиники Микульский
- 1971 — Бриллианты пани Зузы — Кшиштоф
- 1972 — Как далеко отсюда, как близко — Шимон
- 1972 — Путешествие за улыбку — профессор Омельский
- 1972 — Эликсир дьявола (ГДР / ЧССР) — судья
- 1973 — Чёрные тучи (телесериал) — маркграф Карл фон Ансбах
- 1973 — Ревность и медицина — Вилли фон Фукс
- 1973 — Следствие — Шеппард, старший инспектор Скотленд-Ярда
- 1973 — В пустыне и джунглях — Джордж Роулисон
- 1973 — Большая любовь Бальзака (телесериал) — князь Альфред Шенбург
- 1974 — Самый важный день жизни — генеральный директор
- 1974 — Заколдованный двор — Жан-Пьер Бланшар и ещё 6 персонажей
- 1974 — Первый правитель (Гнездо) — Страхквас, сын Болеслава I Грозного
- 1974 — Сколько той жизни (телесериал) — офицер безопасности
- 1976 — Виргилий — ксёндз в костёле
- 1976 — Далеко от шоссе (телесериал) — директор в министерстве
- 1976 — Доложи, 07 (телесериал) — «инженер»
- 1977 — Штуцер (короткометражный)
- 1977 — Танцующий ястреб — представитель министерства
- 1977 — Смерть президента — генерал Юзеф Халлер
- 1977 — Дело Горгоновой — инспектор Пёнткевич
- 1977 — Страсть — аудитор Зайончковский
- 1978 — Сомосьерра 1808 — Войцех Коссак
- 1978 — Дознание пилота Пиркса — обвинитель
- 1979 — Жизнь, полная риска (телесериал) — Отто Ильдман
- 1979 — …Дорога далека перед нами — отец Петра и Войцеха
- 1979 — Отец королевы — граф Зеровский
- 1980 — Королева Бона (телесериал) — Альбрехт Гогенцоллерн
- 1980 — День Вислы — профессор
- 1980 — Голоса — доктор Меллер
- 1981 — Польша возрождённая — Д. Ллойд Джордж
- 1984 — День четвёртый — доктор
- 1984 — Лето лесных людей — парашютист
- 1987 — Над Неманом — Даржецкий
- 1988 — Мастер и Маргарита — профессор Стравинский
- 1988 — Озеро Эльдорадо — главарь банды браконьеров
- 1989 — Гданьск'39 — Тадеуш Перковский

## Награды
Фитинг был награжден рыцарским крестом Орденом Возрождения Польши (1980) и Золотым крестом за заслуги (1974).